# 吳時昭
吳時昭（16世紀—16世紀），字以德，福建福州府懷安縣人，明朝政治人物。

## 生平
吳時昭是嘉靖二十二年（1543年）癸卯科福建鄉試舉人，授瓊山知縣，當時黎族人剽掠瓊山，主簿前往招撫遭伏擊中箭而死，上級改派他招撫，他單人前往使對方隨即解甲投降；縣人唐秩的父親為京官，殺人後監司受賄企圖平息此事，唐秩連夜懷挾千金找他，他大罵對方，並判對方死罪，適逢明世宗詔求道教藏書，唐秩獻出所藏而脫罪，任太常寺丞得寵幸，他亦因此被罷官。
吳時昭天性孝友，回鄉後他與兄弟五人家族一同吃飯，養育姪子如親子一樣，婚嫁殯葬一切都給與協助，晚年用心事奉次兄吳時欽，家庭和睦，人稱德門。

## 引用
1. 1 2  民國《閩侯縣志·卷六十七·列傳四下　明侯官》：吳時昭，字以德，嘉靖甲午舉人，知瓊山縣，五指黎曰丑曰罵者恣剽掠邑，主簿往撫中伏矢斃，上官以屬時昭，時昭單車往諭，皆折矢解甲；有唐秩者恃父為京卿殺人，監司受苞苴圖寢其獄，秩挾千金夜詣時昭，時昭叱出之遂坐大辟，會世宗詔求科書元祕，秩以所藏獻脫桎梏，為太常丞夤緣得幸，時昭罷歸。
2. ↑  萬曆《福州府志·卷四十八·選舉志四》：國朝鄉舉……嘉靖二十二年癸卯黃繼周榜……懷安縣學 吳時昭 《禮記》，字以德，瓊山知縣，見《孝友傳》
3. ↑  萬曆《福州府志·卷六十·人文志八》：吳時昭，字以德，侯官人。嘉靖癸卯鄉薦，官瓊山縣令。時昭天性孝友，兄弟五人，一門食指數百，悉令同堂會食，撫迪猶子與己子一也。宦業故薄，悉力經營，凡婚嫁殯葬，咸取給焉，蓋四十餘年無間言。晚年，仲兄時欽尚存，時昭事之甚篤，怡怡相對，家庭雍睦，三山稱為德門。後時欽以子萬全貴，贈盱眙知縣，而萬全厚視其同堂諸史弟，亦不異於昭云。